# Contea di Cabell
La contea di Cabell ( in inglese Cabell County ) è una contea dello Stato della Virginia Occidentale, negli Stati Uniti. La popolazione al censimento del 2000 era di 96 784 abitanti. Il capoluogo di contea è Huntington.